# Анно фон Зангерсхаузен
Анно фон Зангерсхаузен (нем. Anno von Sangershausen, ? — † 8 июля 1273 года), десятый великий магистр Тевтонского ордена (1256—1273).
С первых дней Тевтонского ордена в Пруссии Анно фон Зангерсхаузен прибыл в числе прочих известных людей из Ландграфства Тюрингии, из города Зангерхаузен.
Его карьера до вступления в 1254 году на должность ландмастера Ливонии неизвестна. Среди его первых мероприятий было участие в строительстве орденского замка Мемель.
В 1256 году рыцарь Анно принял участие в завоевании Земландии. Вскоре он был выбран в том же году на место Великого магистра Тевтонского ордена.
Во время его пребывания в должности, был укреплён замок Кенигсберг. В 1272 году была основана новая комтурия (командорство). Это было сделано в целях усмирения завоеванных территорий. 
Более того, в 1267—1268 гг. правители Померелии Мстивой II и его брат Вартислав II заключили после кратковременного военного конфликта мир с Тевтонским орденом.
Он совершил несколько путешествий по Европе с посещением римских пап. Также он посещал монастыри, чтобы убедить их поддержать тевтонских рыцарей. По его просьбе римский папа Урбан IV обратился с призывом к крестоносцам для поездки в Пруссию. Также и с преемником Урбана, римским папой Климентом IV Анно договорился о дальнейшей поддержке крестоносцев в Пруссии и Ливонии.
В 1266 году великий магистр Анно фон Зангерсхаузен прибыл из Пруссии в Святую землю. В этом же году войска мамлюков под командованием султана Египта и Сирии Бейбарса I осадили столицу ордена замок Монфор, но так и не сумели его взять.
В 1271 году султану Бейбарсу с помощью инженеров удается взять замок. Несмотря на это, тевтонцам удалось спасти свой архив и сокровища. В итоге столица ордена вновь была перемещена в Акру.
Великий магистр Анно фон Зангерсхаузен оставался в Святой земле до заключения мира с султаном Бейбарсом в 1272 году. Затем он вернулся в Германию набирать для ордена добровольцев из Тюрингии и Мейсена. С приходом новых подкреплений Анно завершил войну в Наттангии.
Вскоре после этого в 1273 году Анно умирает по возвращении из Пруссии в Германию.